# Bělá-Jezová
Zařízení pro zajištění cizinců Bělá-Jezová (ZZC Bělá-Jezová), zmiňované též jako uprchlický či detenční tábor Jezová, se nachází v okrese Mladá Boleslav ve Středočeském kraji, asi 3,5 km severně od města Bělá pod Bezdězem na jeho katastrálním území v bývalém vojenském prostoru Ralsko.

## Původ názvu
Název Jezová byl pro toto zařízení převzat po zaniklé obci Jezová, která ležela asi 3 km severoseverovýchodně.

## Popis
Objekt poblíž vrchu Lysá hora byl upraven pro účel zajištění cizinců nelegálně pobývajících na území České republiky v roce 2006, jeho historie je však delší. Vznikl v 60. letech 20. století jako vojenský objekt "Javor 52" pro potřeby sovětské armády. Ačkoli zvenčí vypadal jako obyčejný kasárenský objekt, ve skutečnosti zde byly sklady pro tzv. speciální munici, tedy patrně jaderné zbraně (jejich skutečná tehdejší přítomnost zde je ale nejistá). Dodnes se dá najít v okolí objektu množství obranných prvků (bunkry, střílny apod.). Po odchodu sovětských vojsk a zrušení vojenského prostoru v 90. letech došlo k předání celého objektu do správy Ministerstva vnitra, které sem později přestěhovalo uprchlický tábor zřízený v Jablonečku (taktéž v bývalém VP Ralsko), kde fungoval přibližně jen jeden necelý rok.
Zařízení pro zajištění cizinců mělo začátkem roku 2015 kapacitu pro 270 lidí a bylo v té době jediným zařízením tohoto typu je v ČR. Po vypuknutí evropské migrační krize ten samý rok se zdejší kapacita musela okamžitě navýšit a využít i stanů (v létě zde pobývalo cca 450 lidí). Na přelomu července a srpna v objektu probíhaly pokusy imigrantů o útěk, které vyvrcholily hromadnou vzpourou, při které musela zasahovat policie včetně Útvaru rychlého nasazení z Prahy. Ve druhé polovině července se plánovalo navýšení stálé kapacity zařízení na 400 osob do konce roku 2016. Již v září 2015 musela být kapacita objektu pomocí dočasných opatření zvýšena na 700 lůžek. Vzhledem ke snížení počtu migrantů procházejících přes Česko do západní Evropy mělo začátkem roku 2016 zařízení kapacitu necelých 250 osob.